# Station Spekholzerheide

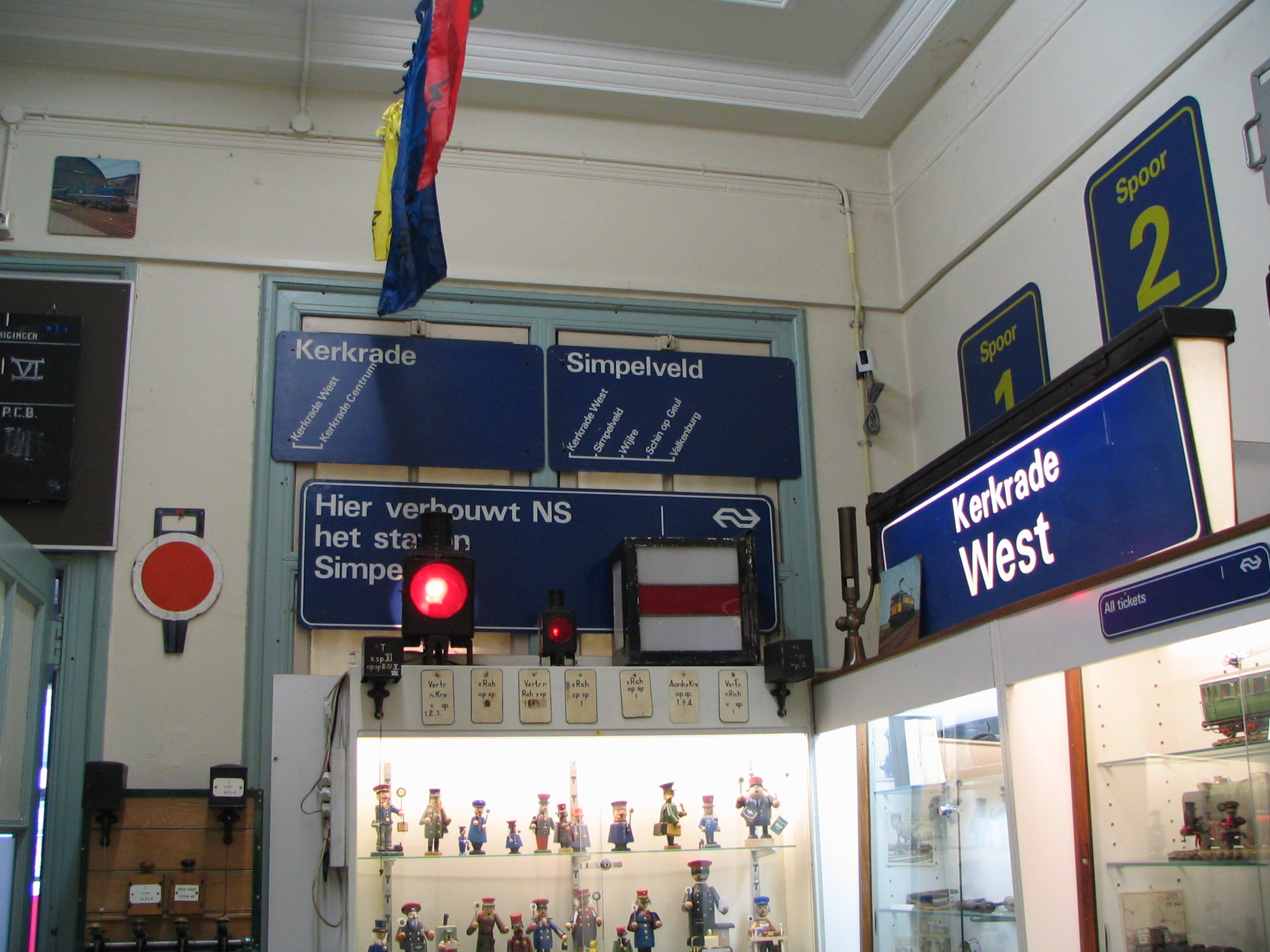
Bord van het station, dat voorheen Kerkrade West genoemd werd.

Station Spekholzerheide is een voormalig station aan de in 1988 gesloten Miljoenenlijn in de gemeente Kerkrade. Sinds 1995 is het beperkt in gebruik als halte met een enkel spoor voor de museumlijn van de Zuid-Limburgse Stoomtrein Maatschappij. Het voormalige emplacement is opgebroken en wordt gesaneerd ten behoeve van woningbouw.

## Kerkrade West
Vanaf 1970 tot de sluiting van de Miljoenenlijn heette dit station Kerkrade West. De route- en plaatsnaamborden zijn bewaard gebleven en worden tentoongesteld op station Simpelveld.